# Arvernos
Los arvernos (en latín, arverni) fueron un pueblo galo que vivía en las montañas de la actual Auvernia, en el Macizo Central de Francia. Fueron uno de los pueblos más poderosos de la Galia central, que se enfrentó en diversas ocasiones al poderío de la Antigua Roma. Los arvernos legaron su nombre a Auvernia. Su nombre significa ‘los que son superiores’.
Después de la guerra de las Galias, su capital Gergovia estaba situada en una meseta que dominaba la actual ciudad de Clermont-Ferrand. Sin embargo, parece ser que antes la capital se encontraba en el oppidum (fuerte cercado urbano elevado) de Corent y Gondole. Los documentos encontrados acerca de estos lugares han permitido descubrimientos excepcionales: sepulturas colectivas de caballos y caballeros, recintos religiosos destinados a los banquetes ofrecidos por los reyes arvernos en los templos, monedas y restos de ofrendas (osamentas animales, ánforas).

## La hegemonía arverna y la monarquía

### El difícil conocimiento de un pueblo protohistórico
Como muchos otros pueblos galos, los arvernos no dejaron documentos escritos; se les conoce a través de los escritos legados por pueblos extranjeros: griegos y romanos. Aunque es Julio César el que nos permite conocerlos en el siglo I a. C.
Los arvernos aparecen, lo más tarde, según las fuentes de información, durante su confrontación con los romanos en el siglo II a. C., conforme a los escritos del griego Posidonio. Este viajó por la Galia céltica a principios del siglo I a. C. y ya recogió documentación sobre tradiciones anteriores. Si bien su obra ha desaparecido, algunos extractos de la misma fueron salvados por Estrabón, Diodoro de Sicilia y Ateneo de Náucratis.

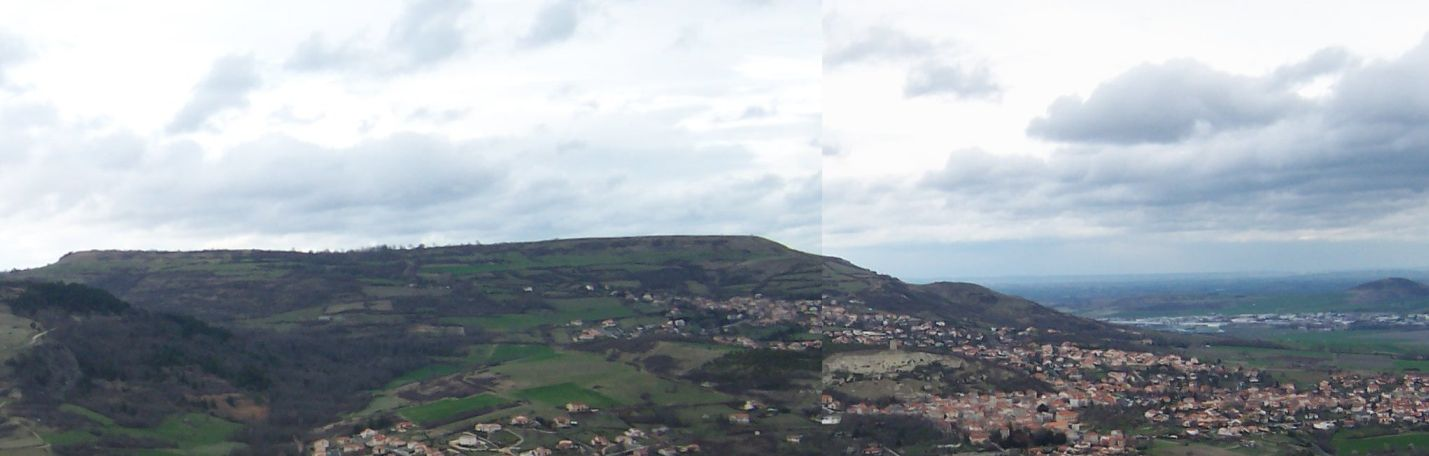
Altiplanicie de Gergovia, en el año 2007.

Junto con otras informaciones griegas (Apiano) y latinas se nos permite remontarnos hasta la mitad del siglo II a. C.. Según estas fuentes, la primera mención de los arvernos es incluso anterior: según Tito Livio, después de la segunda guerra púnica un embajador arverno se encontró en la costa languedociana con el cartaginés Asdrúbal Barca que acudía en apoyo de Aníbal Barca en Italia, quien lo acogió amablemente y lo guio (27, 39). Estas fuentes literarias —que fueron censuradas por los prejuicios de la época— tendrían que ser confrontadas con las informaciones, cada vez más exactas, que transmite la arqueología.
De modo que cuando los arvernos entran en la historia, entre 200 a. C. y 150 a. C., constituyen ya un pueblo bien identificado, poderoso y organizado políticamente. La identidad cultural arverna es, por tanto, muy anterior. La arqueología viene a confirmar esta antigüedad: la cerámica arverna es muy característica y presenta decoraciones muy elaboradas. Sus antecedentes se remontan, sin duda alguna, a los principios del siglo III a. C..

### Hegemonía arverna, no imperio arverno
Las informaciones grecorromanas nos dan a conocer que, a mediados del siglo II a. C., una monarquía impuso su hegemonía en los pueblos del centro y sur de la Galia. Según Estrabón (4, 2, 3), la hegemonía arverna comprendía el Languedoc y el territorio marsellés hasta las costas del océano Atlántico y el río Rin.
El término griego que se entiende por hegemonía, o por poderío, se tradujo como ‘territorio’ o ‘imperio’. De esta manera nació la idea errónea de un “imperio arverno”, que en el s. II a. C. abarcaba una inmensa extensión.
Esta idea se usa para prefigurar una primitiva unidad nacional francesa. Pero la traducción no es correcta. Es necesario entender el pasaje de Estrabón en el que describe una hegemonía, de que se refiere a la superioridad diplomática, militar y política momentánea de una ciudad (a semejanza de las hegemonías que conoció la historia griega clásica alrededor de las ciudades de Atenas, Esparta y Tebas). Hay que recordar asimismo que los generales romanos que vencieron a los arvernos (en el año 121 a. C.) tenían mucho interés en exagerar el pasado poderío arverno para reforzar mejor la gloria romana.

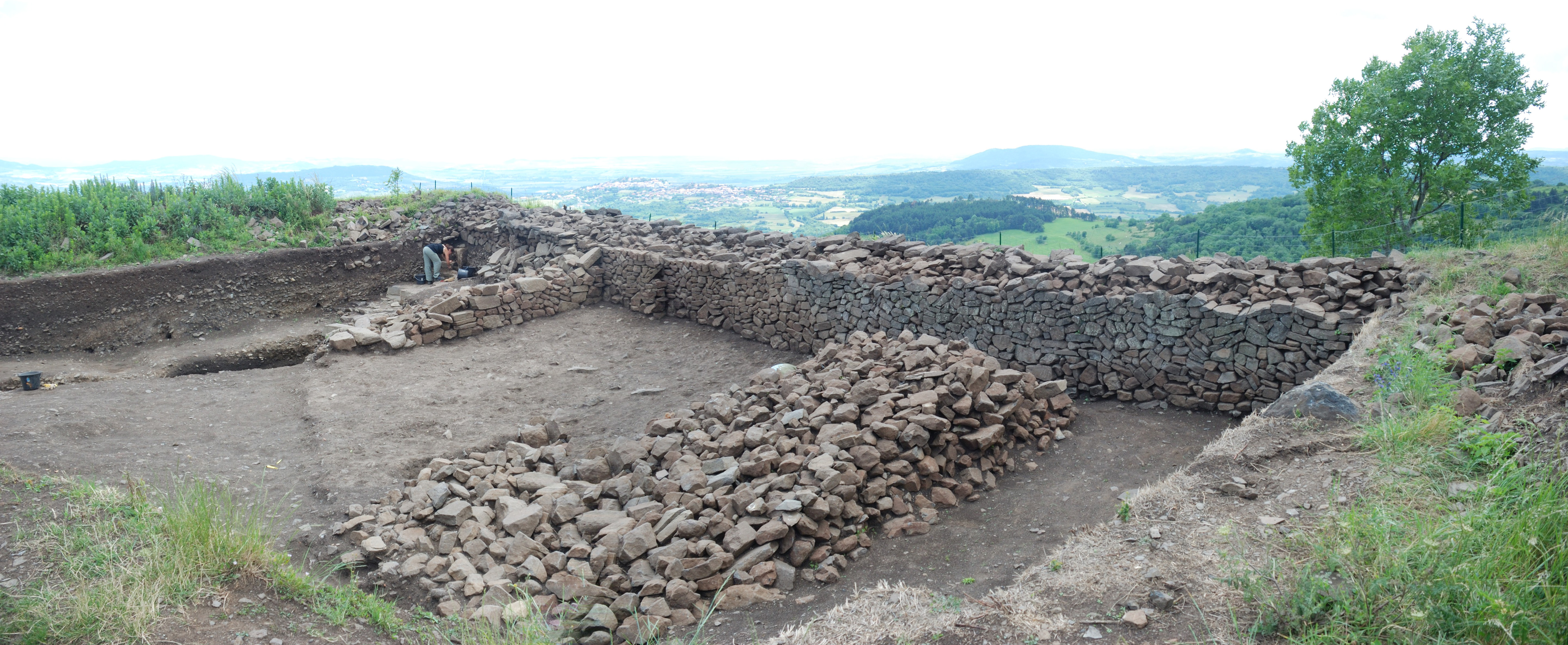
Paredes del oppidum (fuerte urbano) de Gergovia, capital de los arvernos.

Que los arvernos tuvieron un poderío político y militar en la Galia en esa época es, sin embargo, incontestable. Es posible que, durante un largo período, acariciaran la idea de someter a la Galia central, estableciendo una vasta red de alianzas con los pueblos más o menos cercanos y poderosos, coaccionando de manera más directa a los pueblos aledaños, como los gábalos. Esta hegemonía era, sin duda, militar y guerrera: la guerra jugaba un papel social y político importante entre la aristocracia gala.
Jean-Baptiste Colbert de Beaulieu sostiene la hipótesis de que esta hegemonía pudo ser percibida a través de las monedas galas de esa época. Si bien su hipótesis ha sido puesta en duda, no es menos cierto que la moneda arverna refleja, sin lugar a dudas, la prosperidad y la riqueza de este pueblo. Las monedas arvernas están claramente identificadas con la mitad del siglo II. Su iconografía es típica y está elaborada a partir de un prestigioso modelo griego, unas monedas que llevan la cabeza de Apolo.
La riqueza y el renombre de los reyes arvernos está, en ese momento, en la cumbre, la prodigalidad de Luernios es legendaria, sus banquetes, sus donativos de plata son conocidos a través de los testimonios de Posidonio. Las excavaciones de Corent dieron como resultado el descubrimiento de un santuario en el que se detallan estas prácticas. Se trata de un amplio espacio cuadrilátero de unos 50 m de lado, rodeado por una galería cubierta y una alta empalizada, 48 postes sostienen un pórtico de 6 m de largo. Dos edificios gemelos fueron construidos y en ellos se encuentran unas cubas libatorias, muchos restos animales y monedas.
La monarquía arverna tenía un poder carismático basado esencialmente en el prestigio personal adquirido en la guerra y en la redistribución de la riqueza a la colectividad mediante unas ceremonias cuidadosamente organizadas.
Los textos antiguos demuestran la importancia que tenían los bardos en estas ocasiones: realzaban el poder del rey, afirmándole, eternizándole. El prestigio ganado en la guerra se manifestaba mostrando las cabezas cortadas de los vencidos. Los textos griegos narran el orgullo de los generales galos exhibiendo los cráneos de los enemigos. Incluso la arqueología lo demuestra: en una cerámica encontrada en Aulnat se ve el dibujo de un guerrero arverno a caballo, cuya cola está adornada con cabezas cortadas. El rey parece haber conservado su poder afirmando su fuerza guerrera frente a la aristocracia y cultivando su generosidad entre la población, sostén indiscutible de su poder.

### El origen del auge
Es evidente que el auge arverno fue, en principio, agrícola y demográfico. Como en otras regiones de Galia, el hábitat se organizó, durante el siglo II, en aldeas muy separadas. Pero en Auvernia, en la meseta extremadamente fértil de Limage, las aldeas son muy densas y están muy próximas unas de otras, lo que explica la cantidad de tropas movilizadas por los reyes arvernos. Esto explica también la riqueza de su moneda, en particular la de oro. El oro de la moneda arverna podía proceder de los cambios comerciales, de las rapiñas de las guerras y de las operaciones mercenarias, por entonces ignoradas por la Galia. Sin embargo, el poder militar y diplomático arverno se vieron afectados por las victorias romanas unidas a la conquista de la Gallia Narbonensis entre 124 y 121 a. C.: Bituitos, hijo de Luernios, fue vencido y capturado.

## Los arvernos desde 121a.C. hasta Julio César

### De la monarquía a un gobierno aristocrático
Las victorias romanas de finales del siglo II pusieron fin a la hegemonía arverna, pero no al poderío ni a la independencia de la ciudad, que acabaría durante la guerra de las Galias. Pero el exilio de Bituitos y de su hijo, después de la derrota de 121 a. C., tuvo indudablemente unas consecuencias políticas importantes en el corazón del pueblo arverno.
Como sucedía en otros pueblos celtas en esta época, la realeza cedió su poder a un gobierno aristocrático: en el siglo I a. C., los arvernos estaban gobernados por una asamblea de magistrados llamados —posiblemente (como en otros pueblo galos) vergobretos.
Es muy probable que este ascenso al poder de la aristocracia correspondiera a una concentración relativa de la propiedad feudal en provecho de los más ricos. La gran cantidad de nombres de personas inscritos en las monedas arvernas del siglo I y la movilización de la población hacen suponer que el poder político era inestable y muy disputado. No parece que el régimen aristocrático consiguiera la unanimidad, los partidarios de un rey popular eran todavía muy numerosos. Las tensiones políticas eran evidentes. Celtilo, padre de Vercingétorix, que gozaba de una posición harto poderosa según César, quería reinar: sus compañeros le condenaron a muerte.

### Una hegemonía buscada
César, al principio de su obra sobre la guerra de las Galias, expone que los arvernos no abandonaron nunca su pretensión de ejercer un poder militar y diplomático en Galia. Sus rivales más notorios desde el año 121 a. C. eran los heduos. César sostiene que los heduos fueron vencidos cuando los arvernos se aliaron con los sécuanos y los germanos. Poco antes de que César llegara a la Galia, los heduos estaban sometidos a los sécuanos y, seguidamente, fueron sometidos por el jefe germano Ariovisto. La presencia de los arvernos no parecía tan notable debido, quizá, a sus disensiones internas o a que se conformaban con la sumisión de sus enemigos. Los arvernos mantuvieron, no obstante, una prudente neutralidad y distanciamiento frente a Julio César.

### La guerra de las Galias y el conflicto político entre los galos
Durante la última parte de la guerra de las Galias, el noble arverno Vercingétorix reclamó, nuevamente, el reino para él, enfrentándose a los aristócratas y a su tío Gobannitio. Con el apoyo del pueblo consiguió imponerse y coronarse como rey.
Con este cambio político se puso al frente de la coalición gala que luchaba contra César. Cuando César, después de la batalla de Gergovia, acudió a defender sus tierras, venció en Alesia y capturó a Vercingétorix.
Después de su victoria, César dio pruebas de su clemencia y de su gran sentido político, unificó a los arvernos y concedió la libertad a 20.000 prisioneros. Evidentemente quería obtener el apoyo de la parte aristocrática que le había sido favorable anteriormente.
El gobierno arverno estaba dirigido por una asamblea de magistrados y notables. Epasnactos, descrito por César como un gran amigo de Roma, se puso al frente de la ciudad. Queda constancia de este hecho por medio de unas monedas con el sello de EPAD que fueron encontradas en gran cantidad en Gergovia. Epasnactos dio pruebas de su fidelidad a Roma entregando a César al jefe cadurco Lucterios.

## El pueblo arverno integrado al Imperio romano

### Una nueva capital
El pueblo arverno fue integrado a la nueva provincia de Aquitania, que en aquellos momentos parecía gozar de una cierta prosperidad.
Su capital se desplazó desde Gergovia a Augustonemétum (actual Clermont-Ferrand) hasta el final del primer siglo antes de nuestra era: el siglo de Augusto significó una época de relativa ruptura.
El urbanismo antiguo es poco conocido, pero estaba organizado siguiendo un plan ortogonal como muchas de las ciudades romanas. En la actualidad no queda más que un vestigio visible de aquella época en la ciudad, el “Muro de los sarracenos”, llamado así desde la época medieval.
En las cercanías de Clermont-Ferrand se han encontrado algunos baños termales. En Royat (Chamaliers) se descubrió un santuario asociado a los baños termales que conserva numerosos exvotos que se pueden ver, actualmente, en el museo Bargoin de Clermont-Ferrand, con una de las más largas inscripciones en idioma galo.
Existió, por tanto, una continuidad con el pasado, y la romanización afectó al pasado galo, pero no al arverno. El santuario de Corent lo demuestra, ya que fue rehabilitado siguiendo las bases del plan anterior, pero con las técnicas de construcción romanas, y se construyeron un faro y dos pequeños templos. El abandono de Corent por Gergovia y, más tarde, por Clermont-Ferrand, no significa, por tanto, que la función religiosa de este santuario fuera relegada.

### Notables discretos y un pueblo industrioso
Se sabe muy poco acerca de los arvernos sometidos al Imperio romano. Se tiene constancia de que, en el siglo III, un notable arverno tenía alguna relación con el poder: Timesitheus. Sin embargo, Sidonio Apolinar demuestra la importancia y la riqueza de la nobleza arverna y sus alianzas con Roma.
Las recientes excavaciones llevadas a cabo cerca de Clermont-Ferrand han permitido descubrir una larga serie de establecimientos rurales (pueblos) que ocupaban el espacio rural de Limage en el siglo I d. C. Han sido reconocidos numerosos pueblos en un radio de 20 a 30 km de la ciudad, con una densidad mayor en las zonas más fértiles que atestiguan el valor agrícola de las mismas, así como el importante crecimiento demográfico que experimentaron.
Un gran número de estos pueblos reemplazaron las explotaciones de la época de La Tène. Existen otros índices de continuidad que parecen demostrar que hubo un período de concentración de propiedades rurales a principios del siglo I a. C., lo que evidenciaría que hubo una relativa continuidad social de las elites arvernas entre el final del período de independencia y la época del Imperio romano.
Por otra parte, la producción agrícola parece que fue más importante durante el siglo I d. C. Los testimonios existentes demuestran que, en el período precedente, predominaba la práctica del pastoreo. La producción de cereales pasó a ocupar el primer lugar, de lo que da pruebas el descubrimiento de un molino hidráulico en Martres-de-Vayre. Es posible que también se dedicaran a la viticultura.
La máxima densidad de estas poblaciones parece ubicarse en el siglo II. Así pues, la continuidad caracteriza la ocupación de estos pueblos, en particular la de los más ricos, que se mantuvo durante el Bajo Imperio e incluso en la Edad Media.
A finales del siglo I, los talleres de cerámica de Lezoux tuvieron gran importancia, pues exportaban su cerámica sigillata a una gran parte del occidente romano, igual que otros talleres cerámicos galos, como el de La Graufesenque. Las formas de estas cerámicas, las firmas de los alfareros, son unos indicios inestimables para los arqueólogos, especialmente para determinar el lugar en que se hallaban las cerámicas.

### El culto a Mercurio
Durante el siglo I d. C. se construyó en la ciudad un fastuoso templo dedicado a Mercurio, cuyas ruinas se descubrieron en la cumbre del Puy-de-Dôme.
Plinio el Viejo describe la colosal estatua que el escultor Zenodoro realizó para este santuario (Historia natural, 34, 45). Es muy posible que este sea también el santuario de Vassogalate del que habla Gregorio de Tours que, según su opinión, fue asaltado y quemado por los alamanes dirigidos por el rey Chrocus en 259 (Historia, 1, 33-34). Sin embargo, otras fuentes sostienen que el templo de Vassogalate corresponde a las ruinas encontradas en el barrio de Jaude.
El Mercurio arverno sería, en este caso, el heredero directo del dios galo Lug. Las descripciones le califican de Arvernus o Avernorix.

## Arvernos célebres

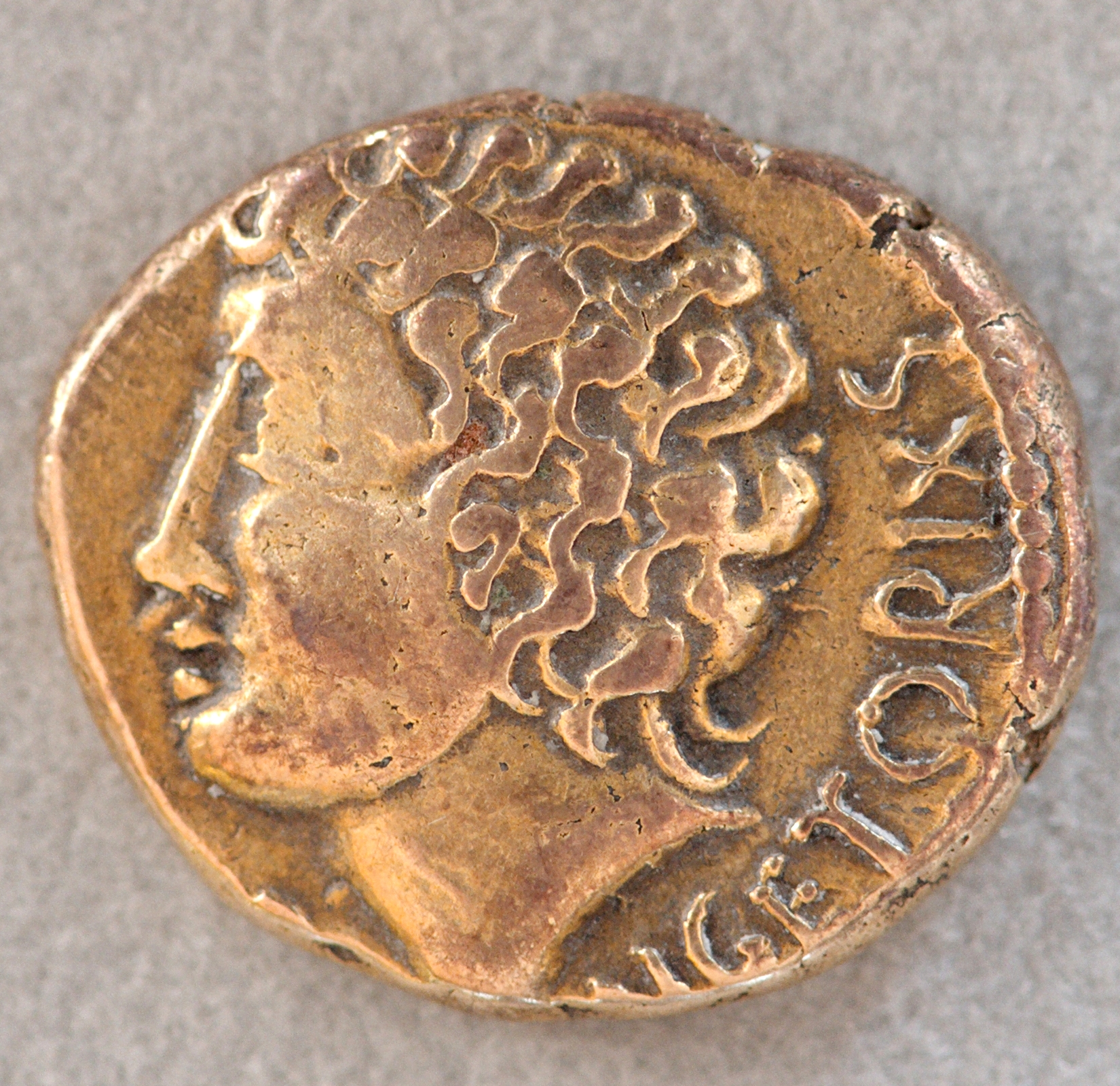
Estátera de Vercingétorix

- Bituitos: rey de los arvernos del siglo II a. C., hijo de Luernios.
- Luernios: rey de los arvernos del s. II a. C., padre de Bituitos.
- Celtilo: notable arverno del s. I a. C., padre de Vercingétorix.
- Gobannitio: primera mitad del siglo I a. C.; tío de Vercingétorix.
- Vercingétorix: rey confederal de los galos que intentaron resistir a Roma en la guerra de las Galias.
- Sidonio Apolinar.
- Gregorio de Tours.